# Mycobacterium xenopi
Mycobacterium xenopi es una micobacteria que, junto con M. heckeshornense y M. botniense, forma parte del clado de M. xenopi. La cepa tipo es la ATCC 19250. Fue nombrada así por el género de ranas Xenopus al haber sido aislada por primera vez en una lesión cutánea de un ejemplar de Xenopus laevis.

## Microbiología
Crece de forma óptima a 43 °C y se ha llegado a recuperar a temperaturas de 45 °C, pero no se puede cultivar por debajo de los 28 °C. Las colonias suelen ser incoloras al principio, pero se vuelven amarillas al envejecer; se ha clasificado tanto en el grupo II (micobacterias escotocromógenas de crecimiento lento) como en el III (no cromógenas de crecimiento lento) de la clasificación de Runyon. Se ha aislado más frecuentemente en Gales, el sur de Inglaterra, la costa noroeste de Europa y en Toronto (Canadá), en ocasiones en lugares con agua caliente. El contagio se produce por la inhalación de aerosoles de agua contaminada.

## Enfermedad
La localización más frecuente de la infección es el pulmón, donde produce un cuadro clínico indistinguible de la tuberculosis (ni siquiera con el test de Mantoux), aunque también se han registrado formas extrapulmonares y diseminadas. La inmunodepresión, ya sea por la existencia previa de una enfermedad respiratoria u otras causas como neoplasias hematológicas, fármacos o el sida, es un factor de riesgo. M. xenopi contamina frecuentemente las muestras biológicas, por lo que diferenciar si realmente está causando enfermedad o no resulta complicado.